# コマチ川
コマチ川（コマチがわ、英: Komati River）とは、南アフリカ共和国からエスワティニ、モザンビークを流れ、インド洋の一部であるマプト湾の北側に達する川である。この川はインコマチ川とも呼ばれる。長さ480km、流域面積5万平方km。コマチの名はスワティ語（スワジ語）で牛を意味するインコマチに由来する。2001年にエスワティニのピッグズ・ピークにマグワ・ダム（高さ115m）が完成した。モザンビークのマプートからプレトリアまでの鉄道が平原を一直線に72km走るとコマチ川に至り南岸に沿って建設されている。